# Noel León
Noel Jesús León Vázquez (Monterrey, 21 december 2004) is een Mexicaans autocoureur. In het seizoen 2019-2020 won hij het Formule 4-kampioenschap van de NACAM, en in 2021 won hij de titel in het Amerikaans Formule 4-kampioenschap. In 2022 maakte hij deel uit van het Red Bull Junior Team, het opleidingsprogramma van het Formule 1-team van Red Bull Racing. In 2023 werd hij kampioen in de Euroformula Open.

## Carrière

### Formule 4
In het seizoen 2017-2018 maakte León zijn Formule 4-debuut in het Formule 4-kampioenschap van de NACAM bij Ram Racing tijdens het raceweekend op het Autódromo Monterrey, waarin hij twee podiumplaatsen behaalde. In het seizoen 2018-2019 reed hij in het openingsweekend op het Autódromo Hermanos Rodríguez en eindigde hierin een keer op het podium. In het seizoen 2019-2020 reed hij alle races bij Ram Racing. Hij behaalde zeven overwinningen en acht andere podiumplaatsen, waardoor hij met 325 punten gekroond werd tot kampioen in de klasse.
In 2021 stapte León over naar het Amerikaans Formule 4-kampioenschap, waarin hij voor DEForce Racing reed. Hij behaalde twee zeges op Road Atlanta en de Mid-Ohio Sports Car Course en eindigde in negen andere races op het podium. Met 212 punten behaalde hij zijn tweede opeenvolgende Formule 4-titel.

### Formule Regional
In 2022 maakte León de overstap naar het Formula Regional European Championship, waarin hij uitkwam voor Arden Motorsport. Hij werd tevens opgenomen in het Red Bull Junior Team, het opleidingsprogramma van het Formule 1-team van Red Bull Racing. Hij kende echter een moeilijk seizoen, waarin hij enkel met een tiende en een negende plaats op het Circuit de Monaco tot scoren kwam. Met 3 punten eindigde hij op plaats 23 in het klassement. Na dit jaar raakte hij de steun van Red Bull weer kwijt.
In 2024 nam León deel aan de Grand Prix van Macau voor het team KCMG IXO by Pinnacle Motorsport en eindigde hierin achter Ugo Ugochukwu en Oliver Goethe als derde.

### Euroformula Open
In 2023 stapte León over naar de Euroformula Open, waarin hij reed voor het Team Motopark. Hij won zeven races in totaal en eindigde hiernaast nog negen keer op het podium. Met 394 punten werd hij overtuigend gekroond tot kampioen in de klasse.

### Formule 3
Aan het eind van 2023 maakte León zijn Formule 3-debuut in de Grand Prix van Macau bij het team Van Amersfoort Racing. In de kwalificatierace eindigde hij als zeventiende en in de hoofdrace werd hij negentiende.
In 2024 debuteerde León in het FIA Formule 3-kampioenschap bij Van Amersfoort. Hij behaalde zijn eerste podiumplaats op het Autodromo Internazionale Enzo e Dino Ferrari en stond ook op Silverstone, de Hungaroring en het Circuit de Spa-Francorchamps op het podium. Met 79 punten werd hij tiende in het eindklassement.
In 2025 blijft León actief in de Formule 3, maar stapt hij over naar het team Prema Racing.